# Twierdzenie Pappusa-Guldina
Twierdzenia Pappusa-Guldina, reguły Guldina – dwa twierdzenia stereometrii, ułatwiające obliczanie pola powierzchni obrotowej oraz objętości bryły obrotowej w oparciu o położenie środka masy obracanej krzywej lub figury.
Twierdzenia nazwane zostały od nazwisk Pappusa z Aleksandrii i Paula Guldina.

## Pierwsze twierdzenie Pappusa-Guldina
Pole powierzchni, powstałej przez obrót jednorodnej i płaskiej linii dookoła osi leżącej w płaszczyźnie tej linii i nie przecinającej jej, jest równe długości linii {\displaystyle (s)} pomnożonej przez długość okręgu {\displaystyle (l=2\pi r_{s})} opisanego przy obrocie przez jej środek masy (punkt {\displaystyle C}).
Np. dla torusa o promieniu {\displaystyle R} i promieniu okręgu {\displaystyle r,} długość linii {\displaystyle s=2\pi r,} długość okręgu dla środka masy {\displaystyle l=2\pi R,} stąd pole torusa {\displaystyle s\cdot l=4\pi ^{2}rR.}

## Drugie twierdzenie Pappusa-Guldina
Objętość bryły, powstałej przy obrocie figury płaskiej dookoła osi leżącej w płaszczyźnie tej figury i nie przecinającej jej, jest równa polu powierzchni figury {\displaystyle (A)} pomnożonemu przez długość okręgu opisanego {\displaystyle (l=2\pi R_{s})} przy obrocie przez jej środek masy (punkt {\displaystyle C_{A}}).
Np. dla torusa o promieniu {\displaystyle R} i promieniu koła {\displaystyle r,} pole powierzchni koła {\displaystyle A=\pi r^{2},} długość okręgu dla środka masy {\displaystyle l=2\pi R,} stąd objętość torusa {\displaystyle A\cdot l=2\pi ^{2}r^{2}R.}